# Patinoire de Malley
Pour les articles homonymes, voir Malley.
Pour la patinoire provisoire, voir Malley 2.0.
Pour le nouveau stade, voir Vaudoise aréna.
La patinoire de Malley, officiellement intitulée Centre intercommunal de glace de Malley SA (CIGM), était un vaste complexe destiné aux activités sur glace, ainsi qu'à des manifestations et événements divers (concerts, expositions) situé sur le territoire de la commune vaudoise de Prilly.
Le site était composé d'une patinoire à ciel ouvert et de deux patinoires intérieures, transformables en salles omnisports ou en salles de spectacles pouvant accueillir entre 1 000 et 10 000 personnes. En 2017, les installations sont détruites afin de faire place à la Vaudoise aréna en 2019, en vue des Jeux olympiques de la jeunesse d'hiver de 2020.

## Histoire
Les communes de Lausanne, Prilly et Renens conscientes de l'augmentation de la pratique des sports de glace et donc de la nécessité de créer de nouvelles infrastructures pour le public, s'unissent en 1981 afin de réaliser le Centre intercommunal de glace de Malley. La nouvelle structure est pensée pour répondre aux différents besoins des utilisateurs privés, des clubs de patinage et de hockey sur glace et des écoles de la région.
Les travaux de construction du nouveau centre s'achève en 1984, année de l'inauguration de l'ensemble du complexe sportif. Le site s'est depuis modifié afin de rester en adéquation avec l'évolution des tendances et est composé à ce jour d'une patinoire à ciel ouvert et deux patinoires intérieures, transformables en salles omnisports ou de spectacles et pouvant recevoir de 1 000 à 10 000 personnes.
Le 14 décembre 2005, le conseil d'administration a donné son accord pour la réalisation d'un nouveau bâtiment. En 2007, le CIGM est ainsi agrandi de quatre salles polyvalentes modulables, ayant pour vocation d'accueillir séminaires, banquets et soirées d'entreprise. Chaque salle peut recevoir jusqu'à 200 personnes. L'ensemble des lieux dévoués aux activités événementielles du CIGM est rassemblé sous l'appellation Malley Event Center.
Le 21 février 2014, les municipalités de Lausanne, Prilly et Renens délivrent un mandat au CIGM pour réaliser sur le site une nouvelle patinoire et une piscine olympique qui devrait être opérationnelle respectivement en 2020 et en 2022. Pour concevoir le nouvel espace un concours d'architecture a été lancé en septembre 2014 alors que, à la même période, la majorité des communes de Lausanne Région ont accepté de participer au financement du fonctionnement de la patinoire.

## Infrastructures
- L'Espace Malley : cette patinoire couverte, d'une surface de glace de 1 800 m², peut accueillir jusqu'à 7 600 personnes. Durant la saison hivernale s'y déroulent les matchs du Lausanne Hockey Club[9], les membres du club des patineurs de Lausanne et Malley[10], les jeunes hockeyeurs du Lausanne 4 Clubs, les séances de patinage. La patinoire est également ouverte au public. En parallèle à ses activités, de nombreux événements sont organisés dans la salle : la Coupe Davis, Art on Ice, concerts, soirées d'entreprise, conférences, expositions, etc.
- L'Espace Odyssée : cet espace couvert, orné d'une charpente de bois, peut accueillir jusqu’à 3 600 personnes. En saison hivernale, il reçoit divers clubs de hockey pour leurs entraînements et leurs matchs, ainsi que des représentations ouvertes au public comme les « soirées Light Show » ou des représentations du Ballet Béjart Lausanne[11]. Comme pour l'Espace Malley de nombreux événements s'y déroulent : concerts, salons, repas d'entreprise et assemblées générales.
- La patinoire extérieure : cette surface de 1 800 m² permet au public de patiner en plein air. Du matériel ludique est mis à disposition des enfants comme le phoque glisseur ou la luge-siège. Des clubs de hockey utilisent également cet espace pour leurs entraînements.

## Événements
- Championnats d'Europe de patinage artistique 1992
- Championnats du monde de patinage artistique 1997
- Championnats d'Europe de patinage artistique 2002